# ルポンドシエルビル
ルポンドシエルビル（Le pont de ciel Building）は、大阪府大阪市中央区北浜東6-9に所在する歴史的建築物。大阪都市景観建築賞等を受賞。大林組旧本店（おおばやしぐみきゅうほんてん）または旧大林組本店とも呼ばれる。

## 歴史

### 大林組本店ビルとしての竣工
1926年（大正15年）、大林組本店ビルとして自社の設計・施工で竣工した。設計に際しては社内コンペを実施し、小田島平吉が設計を担った。小田島はアメリカで流行していたスパニッシュ様式を採用。

### テナントビル化
1972年 (昭和47年) には土佐堀通の向かい側に大阪大林ビル（現・北浜 NEXU BUILD）が建設されたため、大林組本店ビルの機能は企業本社からテナントビルに変更された。1981年（昭和56年）以降、2007年（平成19年）の改修時まで辻学園調理・製菓専門学校の校舎として使用された。

### 改修工事
老朽化したビルを取り壊して新しいビルに建て替える議論も行われたが、記念的な建造物として保存されることになり、2007年（平成19年）に耐震補強などの改修工事が実施された。この際には既存窓の内側に耐震壁を設けるなど多くの工夫が凝らされている。地下1階から2階には大林組の子会社が営むフランス料理店のルポンドシエルが入居した。かつて向かいの大阪大林ビルにあった店舗が移転したものであり、ルポンドシエルとは「天架ける橋」を意味し、天神橋に由来する。3階には大林組の歴史を示す博物館が、4階から6階には引き続き辻学園調理・製菓専門学校が入居した。
2009年（平成21年）2月には第18回BELCA賞のロングライフ部門を受賞した。2009年度には第29回大阪都市景観建築賞の特別賞を受賞した。2014年（平成26年）には生きた建築ミュージアム・大阪セレクションに選定された。
2022年（令和4年）8月1日、10月1日をもってルポンドシエルが現在地での営業を終了し、12月1日より日本生命淀屋橋ビルにて移転開業することが大林組によって発表された。なお、2023年（令和5年）1月には同ビルに大林組大阪本店も移転している。

## 建築

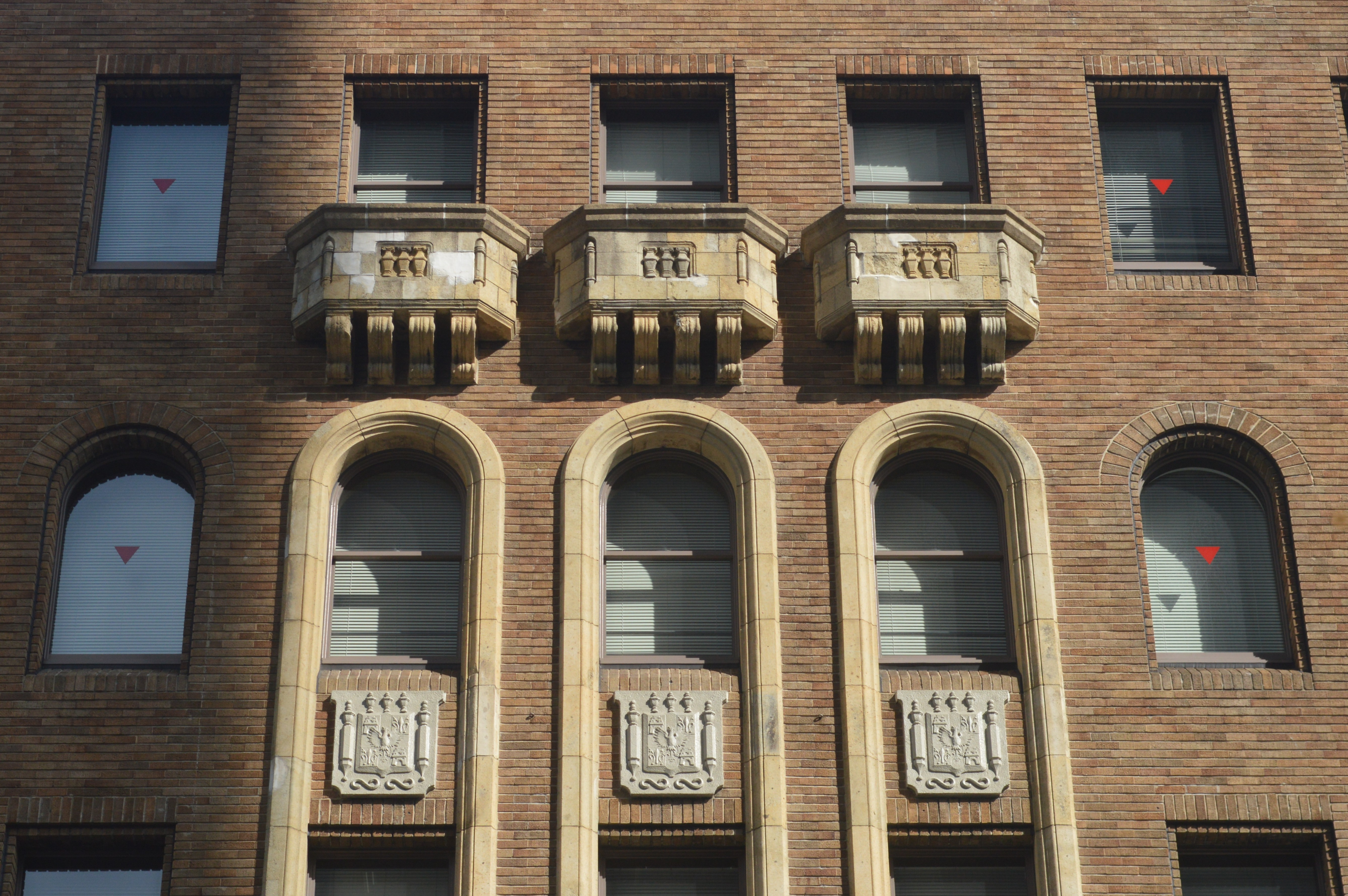
壁面や窓

大川の南側に面し、天神橋のすぐ南側に位置する。鉄筋コンクリート構造地上6階・地下1階建。
スクラッチタイルとテラコッタのレリーフが特徴。

## 現地情報
所在地
- 540-0031 大阪府大阪市中央区北浜東6-9

交通アクセス
- Osaka Metro堺筋線・京阪電鉄北浜駅より徒歩5分